# Exechohypopion albatum
Exechohypopion albatum är en tvåvingeart som först beskrevs av Roberts 1928.  Exechohypopion albatum ingår i släktet Exechohypopion och familjen svävflugor. Inga underarter finns listade i Catalogue of Life.